# Aleksander Bucholtz
Aleksander Kazimierz Bucholtz (również A. Buhcholtz, ur. 23 lutego 1854 w Lipnie, zm. 13 lutego 1923 w Lublinie) – polski aktor, tancerz i przedsiębiorca teatralny, dyrektor teatrów prowincjonalnych.

## Kariera aktorska
Syn Mikołaja i Alojzy Bucholtzów. W 1872 r. występował w zespole Anastazego Trapszy w Radomiu. Był również związany z zespołami teatrów prowincjonalnych: Józefa Cybulskiego (1875), Feliksa Leona Stobińskiego (1875–1876), Wawrzyńca Kasprzykowskiego (1877), Władysława Krzyżanowskiego (1878), Anny Dudtow (1878), Władysława Gostyńskiego (1878–1879), Józefa Głodowskiego (1879), Bolesława Kremskiego i Hipolita Wójcickiego (1879), Henryka Krauzego (1880), Mieczysława Krauzego (1882), Juliana Grabińskiego (1882–1888) i Maurycego Kisielnickiego (1889) oraz warszawskimi teatrami ogródkowymi „Eldorado” i „Belle Vue”, a także w zespołach kierowanych przez siebie i przez jego matkę. Grał głównie role charakterystyczno-komiczne, m.in. Ciaputkiewicza (Grube ryby), Pagatowicza (również Grube ryby), Dratewki (Bankructwo partacza), Rejenta (Zemsta), Kaspra (Nikt mnie nie zna) i Telesfora (Dom otwarty). W 1884 r. poślubił aktorkę teatralną, Pelagię z domu Franke. Po 1889 r. osiadł w Lublinie i udzielał lekcji tańca.

## Zarządzanie zespołami teatralnymi
W 1870 r. wspólnie z Janem Russanowskim prowadził zespół teatralny w Łowiczu. W 1874 r. był (zapewne tylko nominalnie) dyrektorem zespołu kierowanego przez jego matkę. Przez krótki okres (lipiec 1895) prowadził zespół w Puławach. W 1902 r. organizował przedstawienia amatorskie w Nałęczowie.